# 五联罐
五联罐，五个联体的罐，盛行于两汉、三国、六朝时期流行。
东汉中期以后广泛用于明器。在浙江、广东、广西、湖南、福建的汉墓和三国墓中均有出土。有陶器，也有瓷器。东汉中期，上虞县的原始瓷窑就已生产五联罐, 在椭圆形的深腹上部做五个盘口壶的小罐，其中中罐较大而高，环置的四罐较小。颈肩部由素面到堆塑，少量的捏塑朴拙的人物和猴子与爬虫等禽兽。东汉晚期出现瓷五联罐。三国时五联罐中的中罐逐渐增大，周围的四罐逐渐缩小，堆贴的人物、楼阙和羊、鸟等不断增多。最后中罐变成大口，肩部附加四个壶形小罐与器身不通，被楼台、亭阙和各种堆塑所掩没，成为不引人注目的次要附件。也有三联罐、四联罐至九联罐。五联罐在三国以后、西晋时期，演变为堆塑楼阁的谷仓罐。